# Croton bresolinii
Croton bresolinii là một loài thực vật có hoa trong họ Đại kích. Loài này được L.B.Sm. & Downs mô tả khoa học đầu tiên năm 1988.